# David De Rohan
Il David "De Rohan" è una statua bronzea di Michelangelo Buonarroti, realizzata verso il 1502-1508 circa e oggi perduta. Con il distrutto Giulio II benedicente, sarebbe stata una delle due opere dell'artista fuse in bronzo. 

## Storia
Pierre de Rohan era maresciallo francese ed era sceso in Italia al seguito di Carlo VIII ed aveva soggiornato anche a Firenze nel 1494. Era il personaggio più in vista alla corte del re di Francia Luigi XII, e la Signoria di Firenze lo aveva gratificato di preziosi regali artistici, secondo una studiata strategia volta ad assicurarsi l'appoggio francese nell'impresa di riconquistare Pisa che si era ribellata all'egemonia fiorentina. Attraverso gli ambasciatori della Signoria di Firenze in Lione, Pier Tosinghi e Lorenzo de' Medici, nel 1501, il maresciallo fece pervenire alla Signoria fiorentina la pressante richiesta di una copia in bronzo del David di Donatello, offrendosi di pagare ogni spesa. La signoria decise di assecondare la richiesta dell'alto dignitario offrendo l'opera richiesta al maresciallo per ingraziarselo definitivamente. A riprova dell'importanza tutta la questione fu seguita dall'ufficio dei Dieci di Balia, la magistratura preposta alla conduzione della guerra e della politica estera.
La Signoria fiorentina commissionò l'opera al giovane Michelangelo, che firmò un contratto per l'esecuzione di un David bronzeo, il 12 agosto 1502, senza però richiedere al suscettibile artista di eseguire una copia di un'opera esistente. L'anticipo concesso di 20 fiorini d'oro fu contabilizzato nelle spese della guerra con Pisa. L'artista si mise subito al lavoro, ma la lavorazione andò per le lunghe ed è documentata la corrispondenza tra la Signoria, gli ambasciatori fiorentini presso la corte francese e lo stesso De Rohan, relativa al ritardo nella consegna. Tuttavia verso la fine del 1503 la statua doveva essere stata già gettata, visto un nuovo pagamento di 20 fiorini. Sebbene già fuso, il David aveva bisogno, come era solito nella tecnica della cera persa usata all'epoca, di lunghe rinettature a cui Michelangelo non mise mai mano. Nel frattempo il maresciallo Pierre de Rohan era caduto in disgrazia alla corte di Francia e la questione della statua rimase in sospeso fino al 1508. Nel frattempo la diplomazia fiorentina aveva individuato come proprio referente a corte il tesoriere Florimond Robertet, anch'egli appassionato dell'arte italiana, ed a lui aveva promesso in dono la statua michelangiolesca. Ripresero dunque i ripetuti solleciti della Signoria a Michelangelo, ormai lontano da Firenze, perché portasse a compimento l'opera. Finalmente si decise, nell'ottobre 1508, di dare incarico a Benedetto da Rovezzano per completare la rifinitura, e il 6 novembre di quell'anno la statua veniva spedita in Francia, passando via Arno fino a Cascina, poi via terra fino a Livorno e di lì imbarcandola via mare nel dicembre del 1508. Pochi mesi dopo gli sforzi fiorentini furono premiati e Pisa riconquistata.
L'opera, arrivata a destinazione, venne collocata sopra una colonna, all'Hôtel d'Alluye, il palazzo di Robertet a Blois, ma in un inventario del 1532 risulta essere stata spostata nel cortile del castello di Bury. Tra la fine del XVI e l'inizio del XVII secolo, in data imprecisata, la statua fu spostata nel castello di Villeroy, non lontano da Mennecy, ma da allora se ne perdono le tracce, a parte un accenno in una descrizione del castello del 1755; all'epoca si era persa probabilmente la memoria di chi fosse l'autore del bronzo. Probabilmente l'opera michelangiolesca finì distrutta e rifusa nel corso dei disordini della Rivoluzione francese.

## Descrizione
L'opera risulta da varie testimonianze eseguita ad altezza naturale. Non esistono copie e si può solo ipotizzarne la definizione stilistica e l'iconografia. Si sono registrati vari tentativi di identificazione dell'opera, nessuno arrivato a soluzioni definitive. Courajod (1885) indicò un piccolo David del Louvre già in proprietà Pulszky, più probabilmente però copia del David Martelli di Donatello; un'altra statua, in verità di scarso valore, è stata additata nel Rijksmuseum di Amsterdam; un David bronzeo al Museo nazionale di Capodimonte attribuito anche ad Antonio del Pollaiolo. Esiste poi un bozzetto in terracotta in Casa Buonarroti, da alcuni accostato al perduto David.
Un disegno autografo al Cabinet des Dessins del Museo del Louvre (n. 714) ha raccolto maggiori consensi come studio per il bronzo perduto.